# Flirsch
Flirsch är en ort och kommun i förbundslandet Tyrolen i Österrike. Kommunen har 1 063 invånare (2024), på en yta av 31,05 km².